# Нишанджы Феридун Ахмед-бей
Нишанджы́ Фериду́н Ахме́д-паша́, также Нишанджы́ Фериду́н Ахме́д-бей (ум. 1583) — государственный деятель, нишанджы, историк, каллиграф и поэт. Второй супруг внучки Сулеймана I Айше Хюмашах-султан. Его называют «одним из самых известных нишанджы» Османской империи. Автор двух трудов: Муншаат ус-Салатин («Письма султанов») и Nüzhetü-l-esrâr-il-ahbâr (описание экспедиции в Сигетвар), являющихся ключевыми для изучения истории Османской империи.

## Биография
Время и место рождения Феридуна Ахмеда неизвестно. Согласно записям фонда, его отца звали Абдулкадир. Он вырос вместе с Чивизаде Абдуллахом-эфенди в семье дефтердара Авди-челеби, брата шейх аль-ислама Чивизаде Мухиттина Мехмета-эфенди. В 1552/1553 году Феридун Ахмед поступил на службу к Соколлу Мехмеду-паше, бывшему в то время бейлербеем Румелии, в качестве личного секретаря. В 1554 был при армии Сулеймана I в походе на Нахичевань.
Феридун был доверенным лицом Соколлу Мехмеда-паши. В 1565 году покровитель Феридуна — Соколлу — стал главным визирем. В 1566 году Феридун сопровождал Соколлу и Сулеймана в походе на Сигетвар и оказывал помощь Соколлу при скрытии сведений о смерти султана. Именно Феридун написал письмо Селиму о смерти его отца, которое заверил Соколлу Мехмед-паша своей печатью. В 1570 году Феридун получил должность реис-уль куттаба, а в 1573 году стал нишанджи. Со смертью Селима в 1574 году и приходом к власти Мурада III ситуация изменилась. Мурад старался снизить влияние Соколлу и убрать его доверенных людей из своего окружения. В 1576 году Феридун Ахмед получил назначение санджакбеем в Семендире. В 1577—1581 годах был санджакбеем Кюстендила. В 1581 году при великом визире Кодже Синане-паше второй раз занял пост нишанджы.
Умер в 1583 году. Похоронен в своём мавзолее (тюрбе).

### Семья
Историки придерживаются мнения, что Нишанджы Фиридун-бей 6 апреля 1582 года стал вторым мужем Айше Хюмашах-султан, хотя ранее считалось, что он был вторым мужем кузины Айше Хюмашах — Эсмехан-султан.
«Исламская энциклопедия» упоминает обе версии: «Вероятно, 6 апреля 1582 женился на Айше-султан вдове Ахмеда-паши и дочери Михримах-султан и Рустема-паши… Были слухи, что он женился на вдове Соколлу — Эсмехан Султан».
У Феридуна Ахмета был сын (от первой жены или наложницы), Халиль-бей, бывший санджакбеем Эскишехира в 1592/93 году.

## Память
Похоронен в тюрбе, построенном Синаном. В тюрбе находится два необозначенных саркофага. Эвлия Челеби писал, что Феридун Ахмед-бей похоронен в своём тюрбе, так что один должен принадлежать Феридуну Ахмету, кому принадлежит второй неизвестно.
Согласно записям фонда, на средства Феридун-бея были построены две мечети в Коседере и Диметоке; в Диметоке также по его заказу был построен хамам.

### Труды
Произведения:
- «Münşeât’üs Selatin»(«Муншаат ус-Салатин»)[13], в котором собраны указы, письма султанов и документы. Этот труд настолько важен и известен, что Феридуна-бея часто просто называют «автор „Муншаат ус-Салатин“»[14]. Ключевой источник сведений о раннем и классическом периодах существования Османской империи. Муншаат была дважды издана в XIX веке[2][3].
- «Neshet’ül Ahbâr» — описание экспедиции в Сигетвар, в которой он лично участвовал, и событий, сопровождавших смерть Сулеймана I. Также рукопись содержит первое описание интронизации Селима II[15]. Эти описания отличаются от прочих[к 2] тем, что Феридун-бей был доверенным лицом великого визиря и описал события с большими подробностями, как они выглядели для узкого круга царедворцев. В музее Топкапы хранится издание с миниатюрами Сейида Локмана[к 3][16].

Также он написал трактат о морали «Miftah-i Cennet».
I Selim Kanunname — свод законов, составленный при Селиме I. В Азиатском музее Института востоковедения АН СССР среди турецких документов были обнаружены две неизвестные рукописи с одинаковым названием «Книга законов султана Селим-хана да будет ему земля пухом». Переписчик редактировал кодекс, делая квалифицированные пометки и комментарии. В двух местах под пометами стоит подпись «Нишанджы Ахмед-бей». Предполагается, что этим редактором был Нишанджи Феридун Ахмед-бей.

## Комментарии
1. ↑  C миниатюры Сейида Локмана из манускрипта Феридуна Ахмета-паши Nüzhetü esrāri’l-a bār der Sefer-i Sīgetvār (Joyful Chronicle of the Szigetvár Campaign), Библиотека музея Топкапы.
2. ↑  Известны, например, Şehnāme-i Selīm Hān (Королевская книга Селима) Сейида Локмана, Tarih-i Selaniki (История Селаники) Селаники Мустафы-эфенди. Селаники в то время был простым писцом и описал события, как они выглядели для обычных жителей империи.
3. ↑  Он был придворным историком при правлении султанов Сулеймана I, Селима II и Мурада III. Из пятнадцати известных шахнамэ десять написаны и проиллюстрированы Сейидом Локманом. Начинал свою деятельность под началом Феридуна-бея.